# Vucsang
Vucsang (egyszerűsített kínai írással: 武昌区, pinjin: Wǔchāng Qū) a kínai Hopej tartomány fővárosának, Vuhan prefektúra szintű városának 13 városrésze közül az egyik. A mai Vuhanba olvadt három város közül a legrégebbi, és a Jangce folyó jobb (délkeleti) partján, a Han folyó torkolatával szemben állt. A másik két város, Hanyang és Hankou a bal (északnyugati) parton feküdt, a Han folyó választotta el őket egymástól.
A „Vucsang” elnevezés továbbra is használatos a városi Vuhan Jangce folyótól délre eső részére. Közigazgatásilag azonban Vuhan város több kerülete között oszlik meg. Vucsang történelmi központja a modern Vucsang kerületben fekszik, amelynek területe 82,4 négyzetkilométer (31,8 négyzetmérföld) és lakossága 1 102 188. A köznyelvben Vucsang néven ismert terület további részei a Hongshan kerületben (dél és délkelet) és a Qingshan kerületben (északkelet) találhatók. Jelenleg a Jangce jobb partján északkeleten Qingshan (egy nagyon kis szakaszon), keleten és délen Hongshan, a túlparton Jiang'an, Jianghan és Hanyang kerületekkel határos.
1911. október 10-én a városban állomásozó Új Hadsereg kirobbantotta a Vucsangi felkelést, amely a Csing-dinasztia megdöntését és a Kínai Köztársaság megalapítását eredményező Hszinhszi forradalom egyik fordulópontja volt.

## Népesség
| 2016 | 1 274 000 |
| 2020 | 1 102 188 |